# Сфинта-Елена
Сфинта-Елена (рум. Sfânta Elena) — село у повіті Караш-Северін в Румунії. Входить до складу комуни Коронінь.
Село розташоване на відстані 348 км на захід від Бухареста, 70 км на південь від Решиці, 126 км на південь від Тімішоари.

## Населення
За даними перепису населення 2002 року у селі проживали 519 осіб.
Національний склад населення села:
| Національність | Кількість осіб | Відсоток |
| -------------- | -------------- | -------- |
| чехи           | 506            | 97,5%    |
| румуни         | 12             | 2,3%     |

Рідною мовою назвали:
| Мова      | Кількість осіб | Відсоток |
| --------- | -------------- | -------- |
| чеська    | 505            | 97,3%    |
| румунська | 12             | 2,3%     |